# Premios Jiennenses del Año
Desde el año 1985,Diario Jaén entrega sus galardones anualmente para reconocer la labor de diferentes organizaciones y personalidades que contribuyen a la labor de difusión y engrandecimiento de la tierra jaenera.Por ello, la fiesta de los Jiennenses del Año es una de las más multitudinarias de aquellas que se celebran a lo largo del año en la Provincia de Jaén. Cada año, un jurado concede los Premios en las categorías de sociedad, deportes, cultura, empresa y valores humanos que lleva el nombre de Esteban Ramírez Jiménez, presidente del consejo de administración del Diario JAÉN en los años 90. La Caja Rural de Jaén, Barcelona y Madrid entrega el Premio Jaén Nuevo Milenio a la iniciativa. En los últimos años, se ha añadido la categoría de turismo. El público a través de votación elige el Premio Popular del Año. Por último, desde el año 2011, el Diario JAÉN y la Asociación Provincial de Envasadores de Aceite de Oliva otorgan el Premio Jaén Mar de Olivos a personalidades nacionales con larga trayectoria profesional o cultural.

## Galardonados

### Jiennenses 1984
Se celebró el 6 de enero de 1985 en el Hotel Condestable Iranzo de Jaén.
- Premio Acción Social: Asamblea Provincial de Cruz Roja.
- Premio Política: Gabino Puche Rodríguez-Acosta, político[1]
- Premio Empresa: Cervezas El Alcázar.
- Premio Toros: Peña Taurina «Tendio 1».
- Premio Deportes: Juan Torres Guerrero, profesor.
- Premio Cultura: Revista Candil de la Peña Flamenca de Jaén.

### Jiennenses 1985
- Premio Empresa: Caja Provincial de Ahorros de Jaén.
- Premio Toros: José Fuentes.
- Premio Deportes: Francisco López.

### Jiennenses 1986
- Premio Empresa: Doña Jimena.
- Premio Toros: Juan Antonio Ruiz «Espartaco».
- Premio Deportes: Higinio Vilches Pescador, futbolista.[1]

### Jiennenses 1987
- No se celebró.[2]

### Jiennenses 1988
- Premio Sociedad: Luis Rentero.[1]
- Premio Empresa: Molina.
- Premio Toros: Enrique Ponce.
- Premio Deportes: Manuel Pancorbo Chica, atleta.[1]

### Jiennenses 1989
- Premio Cultura: Juan Eslava Galán, escritor.[1]
- Premio Política: Alfonso Sánchez Herrera, político.[1]
- Premio Empresa: Hermanos Guerrero.
- Premio Toros: Fernando Cámara.
- Premio Deportes: David Zafra.
- Premio Popular: Alfonso Sánchez Herrera, político.[1]

### Jiennenses 1990
- Premio Política: Antonio Pascual Acosta, político.[1]
- Premio Empresa: Artesanía San José.
- Premio Toros: Curro Vázquez.
- Premio Deportes: José Urea.

### Jienenses 1991
- Premio Empresa: Mipelsa.
- Premio Toros: Manuel Montiel Montiel.
- Premio Deportes: Oliva Secavi.

### Jienenses 1992
- Premio Empresa: Cánava Electrónica.
- Premio Toros: Daniel Flores.
- Premio Deportes: Juan Antonio Prieto

### Jiennenses 1993
- Premio "Esteban Ramírez" a los valores humanos: Aldeas Infantiles SOS.
- Premio Empresa: Jubuconsa.
- Premio Toros: Sebastián Palomo Martínez, torero.
- Premio Deportes: Antonio Romero Maroto, exfutbolista y exentrenador del Real Jaén.[3]

### Jiennenses 1994
- Premio "Esteban Ramírez" a los valores humanos:
- Premio Sociedad: José López Barneo, investigador.[1]
- Premio Empresa: Malpesa Bailén.
- Premio Toros: Javier Araúz de Robles.
- Premio Deportes: Club Baloncesto Andújar.

### Jiennenses 1995
- Premio Empresa: Productos Mata.
- Premio Toros: Curro Vázquez.
- Premio Deportes: José Luis Prados García.

### Jiennenses 1996
- Premio "Esteban Ramírez" a los valores humanos: Manos Unidas.[1]
- Premio Arte: Francisco Martínez Villacañas «Paco Tito».[1]
- Premio Empresa: Mágina Hortofrutícola.
- Premio Deportes: Club Ciclista Tosiria.
- Premio Cultura: Grupo Panaceite.[1]
- Premio Popular: Manos Unidas.[1]

### Jiennenses 1997
- Premio Empresa: Productos Campos.
- Premio Deportes: Real Jaén Club de Fútbol
- Premio Artes: Francisco Cerezo.

### Jiennenses 1998
- Premio Empresa: Cofimán.
- Premio Deportes: CB Santana.
- Premio Cultura: Chubby Cheek.[1]
- Premio Artes: Jacinto Higueras.

### Jiennenses 1999
- Premio Empresa: Horticamp.
- Premio Deportes: CA Caja de Jaén.
- Premio Artes: Juanito Valderrama

### Jiennenses 2000
- Premio Empresa: Pirotecnia Sánchez.
- Premio Deportes: Manuel Beltrán, ciclista.
- Premio Artes: Carmen Linares.

### Jiennenses 2001
- Premio Empresa: Microjisa.
- Premio Deportes: Club Natación Jaén.
- Premio Caja Rural Jaén Nuevo Milenio a la Iniciativa: Alcalá Oliva.

### Jiennenses 2002
- Premio Empresa: Casa Paco.
- Premio Deportes: Gregorio Manzano, entrenador de fútbol.
- Premio Caja Rural Jaén Nuevo Milenio a la Iniciativa: Solar Jiennense.

### Jiennenses 2003
- Premio Empresa: Anís Castillo de Jaén.
- Premio Deportes: María Peinado, atleta.
- Premio Cultura: Concurso Internacional Premio Jaén de Piano.
- Premio Caja Rural Jaén Nuevo Milenio a la Iniciativa: Olea Cosméticos.

### Jiennenses 2004
- Premio Empresa: Agua Sierra de Cazorla.
- Premio Deportes: Ajedrez de Linares.
- Premio Caja Rural Jaén Nuevo Milenio a la Iniciativa: Astilleros Astraea.

### Jiennenses 2005
- Premio "Esteban Ramírez" a los valores humanos: Paqui Picón.
- Premio Sociedad: Apache.
- Premio Empresa: SOS Cuétara.
- Premio Deportes: Atlético Jaén.
- Premio Cultura: Miguel Picazo de Dios, director de cine.
- Premio Empresa: Grupo SOS.
- Premio Caja Rural Jaén Nuevo Milenio a la Iniciativa: Ruedagua.

### Jiennenses 2006
- Premio "Esteban Ramírez" a los valores humanos: Residencia Siloé
- Premio Sociedad: Inmaculada Cuesta, actriz.
- Premio Empresa: Santana Motor.
- Premio Deportes: Juan de Dios Jurado, atleta.
- Premio Cultura: Festival Teatro de Cazorla
- Premio Empresa: Santana Motor
- Premio Caja Rural Jaén Nuevo Milenio a la Iniciativa: Proyecto Surge (Asociación Jaén Objetivo Vida).

### Jiennenses 2007
- Premio "Esteban Ramírez" a los valores humanos: Asociación Provincial de Lucha contra el Alzheimer "La Estrella".
- Premio Sociedad: Caja Rural de Jaén.
- Premio Empresa: Leyva.
- Premio Deportes: Carrera Urbana Noche de San Antón.
- Premio Cultura: Rosario Pardo
- Premio Empresa: Manufacturas Leyva
- Premio Caja Rural Jaén Nuevo Milenio a la Iniciativa: AM System.

### Jiennenses 2008
La entrega de premios tuvo lugar el 27 de marzo de 2009 en el Nuevo Teatro Infanta Leonor de Jaén.
- Premio "Esteban Ramírez" a los valores humanos: Ana Cruz, misionera.
- Premio Sociedad: Rosa Vañó.
- Premio Empresa: Alcalá Editorial.
- Premio Deportes: Club Baloncesto Jaén.
- Premio Cultura: Radio Linares-Cadena SER. 75 Aniversario.
- Premio Empresa: Alcalá Editorial.
- Premio Caja Rural Jaén Nuevo Milenio a la Iniciativa: Geolit, Parque Tecnológico del aceite.
- Premio Popular: Ana Cruz, misionera.[5]

### Jiennenses 2009
La Gala de entrega de premios se celebró el 19 de marzo de 2010, en el Teatro Infanta Leonor de Jaén.
- Premio "Esteban Ramírez" a los valores humanos: Asociación de Padres de niños con cáncer "ALES".
- Premio Sociedad: Rosario López, cantaora flamenca.
- Premio Empresa: Jamones Martínez.
- Premio Deportes: Natalia Romero Franco, atleta.
- Premio Cultura: Ignacio Pérez Dolset, Planet 51.
- Premio Empresa: Jamones Martínez (Hijos de Felipe Martínez, S.L.).
- Premio Caja Rural Jaén Nuevo Milenio a la Iniciativa: Bioaveda, empresa de investigación sobre las propiedades del aceite de oliva para la salud.
- Premio Popular: Asociación de Padres de niños con cáncer "ALES".[5]

### Jiennenses 2010
La Gala de entrega de premios se celebró el sábado 2 de abril de 2011 en el Complejo El Batán. Por primera vez al aire libre y por la mañana.
- Premio "Esteban Ramírez" a los valores humanos: ONG Quesada Solidaria.
- Premio Sociedad: Colegio Andrés de Vandelvira.
- Premio Empresa: Aceites Melgarejo.
- Premio Deportes: Manuel del Moral Fernández, futbolista.
- Premio Cultura: Zahara, cantautora.
- Premio Empresa: Aceites Melgarejo.
- Premio Caja Rural Jaén Nuevo Milenio a la Iniciativa: Papyre - Juan González de la Cámara (Grammata).
- Premio Popular: ONG Quesada Solidaria.[5]

### Jiennenses 2011
La Gala de entrega de premios se celebró el viernes 15 de junio de 2012, en el Complejo Juleca de Jaén.
- Premio "Esteban Ramírez" a los valores humanos: Andrés García, misionero.
- Premio Sociedad: Manuel Medina González, abogado.[9]
- Premio Deportes: Club Hockey Alcalá.
- Premio Cultura: Grupo Andaraje de Jódar.
- Premio Empresa: Patatas Santo Reino.
- Premio Caja Rural Jaén Nuevo Milenio a la Iniciativa: Timpik, red social para deportistas.
- Premio Popular: Manuel Medina González, abogado.[9]
- Premio Jaén Mar de Olivos: Miguel Ríos Campaña, cantante.[10]

### Jiennenses 2012
La Gala de entrega de premios se celebró el 3 de mayo de 2013 en el Complejo Juleca de Jaén.
- Premio "Esteban Ramírez" a los valores humanos: Comedor de Belén y San Roque.
- Premio Sociedad: Taberna El Zurito.
- Premio Deportes: Grupo de Amigos de Balonmano.
- Premio Cultura: David Navarro Martos, humorista.
- Premio Empresa: Macrosad.[12]
- Premio Caja Rural Jaén Nuevo Milenio a la Iniciativa: Diseños No Tejido.
- Premio Popular: Macrosad.[12]
- Premio Jaén Mar de Olivos: José Jiménez Fernández "Joselito", cantante.

### Jiennenses 2013
La Gala de entrega de premios se celebró el 29 de mayo de 2014 en el Complejo Juleca de Jaén.
- Premio "Esteban Ramírez" a los valores humanos: Organización Nacional de Ciegos Españoles (ONCE).
- Premio Sociedad: Pío Aguirre Zamorano, vocal del Consejo General del Poder Judicial de España (CGPJ).
- Premio Deportes: Manuel Herrero Galaso, futbolista.
- Premio Cultura: Rocío Pérez Armenteros «Roko», cantante.
- Premio Empresa: Mariscos Castellar.
- Premio Caja Rural Jaén Nuevo Milenio a la Iniciativa: Bodegas Campoameno.
- Premio Popular: Organización Nacional de Ciegos Españoles (ONCE).
- Premio Jaén Mar de Olivos: Víctor Manuel San José Sánchez, cantante.

### Jiennenses 2014
La Gala de entrega de premios se celebró el 5 de junio de 2015 en la Plaza de Toros de Jaén.
- Premio "Esteban Ramírez" a los valores humanos: Asociación Española Contra el Cáncer.
- Premio Sociedad: Agrupación de Voluntarios de Protección Civil.
- Premio Turismo: Casas Cueva de Hinojares
- Premio Deportes: Club de Tenis de Martos.
- Premio Cultura: Yacimiento iberorromano de Cástulo.
- Premio Empresa: Condepols
- Premio Caja Rural Jaén Nuevo Milenio a la Iniciativa: Quesos Cortijo Carbonerillos.
- Premio Popular: Asociación Española Contra el Cáncer.
- Premio Jaén Mar de Olivos: Juan José Padilla Bernal, torero.[2]

### Jiennenses 2015
La Gala de entrega de premios se celebró al aire libre el viernes 10 de junio de 2016 en la plaza de Santa María de Jaén, frente a la fachada de la Catedral.
- Premio "Esteban Ramírez" a los valores humanos: María Muñoz Muñoz, presidenta de Adacea Jaén (Asociación de Daño Cerebral Adquirido de Jaén).[17]
- Premio Sociedad: Fundación Santa Capilla de San Andrés.[18]
- Premio Turismo: parque natural de Cazorla, Segura y Las Villas.[19]
- Premio Deportes: Jaén Paraíso Interior Fútbol Sala.[20]
- Premio Cultura: Natalia de Molina, actriz.[21]
- Premio Empresa: Grupo Alvic.[22]
- Premio Caja Rural Jaén Nuevo Milenio a la Iniciativa: Tao Spain Interactive.[23]
- Premio Popular: Club Bádminton Arjonilla.[15]
- Premio Jaén Mar de Olivos: Luis del Olmo Marote, periodista.[24]

### Jiennenses 2016
La Gala de entrega de premios se celebró al aire libre el viernes 3 de junio de 2017 en el Parque Andrés de Vandelvira de Jaén, en el barrio de Expansión Norte.
- Premio "Esteban Ramírez" a los valores humanos: Pídeme la Luna.[25]
- Premio Sociedad: Manuel Vílchez.[25]
- Premio Turismo: Barco Solar de El Tranco.[25]
- Premio Deportes: Club Rugby Jaén.[25]
- Premio Cultura: Petra Martínez, actriz.[25]
- Premio Empresa: Valeo Iluminación.[25]
- Premio Caja Rural Jaén Nuevo Milenio a la Iniciativa: Escuela Politécnica Superior UJA-Team.[25]
- Premio Popular: Club Rugby Jaén.[25]
- Premio Jaén Mar de Olivos: Ana Belén, actriz y cantante.[25]

### Jiennenses 2017
La Gala de entrega de premios se celebró el 17 de junio de 2018 en IFEJA.
- Premio "Esteban Ramírez" a los valores humanos: Edad Dorada-Mensajeros de la Paz.[26]
- Premio Sociedad: Colegio Oficial de Enfermería de Jaén.[26][27]
- Premio Turismo: Jaén, Paraíso Interior.[26]
- Premio Deportes: Grupo de Espeleología de Villacarrillo.[26]
- Premio Cultura: Riff Producciones.[26]
- Premio Empresa: Grupo Luis Piña.[26]
- Premio Caja Rural Jaén Nuevo Milenio a la Iniciativa: Stevia del Condado.[26][28]
- Premio Popular: Edad Dorada-Mensajeros de la Paz.[26]
- Premio Jaén Mar de Olivos: Natalia Verbeke, actriz y cantante.[26]

### Jiennenses 2018
La Gala de entrega de premios se celebró el 24 de abril de 2019 en el Complejo Juleca de Jaén.
- Premio "Esteban Ramírez" a los valores humanos: Teléfono de la Esperanza.[29]
- Premio Sociedad: María Isabel Llaudés Santiago «Karina».[29]
- Premio Turismo: Festival del Aire El Yelmo.[29]
- Premio Deportes: Carmen Cano y María de los Ángeles Ruiz.[29]
- Premio Cultura: Ginés Liébana.[29]
- Premio Empresa: Jadisa[29]
- Premio Caja Rural Jaén Nuevo Milenio a la Iniciativa: Sistema Lesi.[29]

### Jiennenses 2019
- Paco